# Hermann Bruckhoff

Hermann Bruckhoff

Hermann Otto Paul Bruckhoff (* 23. September 1874 in Neuenhagen in der Neumark; † 10. März 1956 in Lübeck) war ein deutscher Politiker (Fortschrittliche Volkspartei, DDP, LDP).

## Leben und Beruf
Nach dem Besuch der Volksschule in Neuenhagen in der Neumark absolvierte Bruckhoff, der evangelischen Glaubens war, zunächst die Präparandenanstalt in Drossen und anschließend die Lehrerbildungsanstalt für Knabenhandfertigkeit in Leipzig. Daneben hörte er an der Universität Berlin als Gasthörer Vorlesungen in Geschichte und Philosophie. Nach Bestehen der ersten Lehrerprüfung 1895 diente er im Folgejahr beim Grenadierregiment 12 in Frankfurt (Oder). 1897 bestand er die zweite Lehrerprüfung und war fortan als Lehrer in Zechin im Oderbruch, in Grunow im Kreis Crossen (Oder), in Nordhausen, in Klein Neuendorf im Oderbruch, in Deutsch-Nettkow im Kreis Crossen (Oder) und ab 1904 in Guben tätig.
Nach dem Zweiten Weltkrieg wohnte er in Aschersleben, Zollberg 1 und arbeitete von 1945 bis 1948 als Pfarrer der Evangelischen Kirche Aschersleben.

## Politik
Bruckhoff gehörte im Kaiserreich der Fortschrittlichen Volkspartei an, deren Vorsitzender in Guben er seit 1909 war. 1918 beteiligte er sich an der Gründung der DDP und übernahm auch dort den Vorsitz des Gubener Ortsverbandes. Er war von 1912 bis 1918 Reichstagsabgeordneter für den Wahlkreis Frankfurt (Oder) 6 (Züllichau-Schwiebus-Crossen). Er gehörte 1919/20 der Weimarer Nationalversammlung an.
Nach 1945 wurde er Mitglied der Liberaldemokratischen Partei (LDP). Bei der Landtagswahl in der Provinz Sachsen 1946 wurde er als Kandidat des Wahlbezirks IV (Aschersleben, Bernburg, Quedlinburg) in den Landtag von Sachsen-Anhalt gewählt. Bruckhoff legte schon nach kurzer Zeit sein Landtagsmandat nieder, sein Nachfolger wurde am 10. Januar 1947 Richard Haag.